# Thermochoria equivocata
Thermochoria equivocata är en trollsländeart. Thermochoria equivocata ingår i släktet Thermochoria och familjen segeltrollsländor. IUCN kategoriserar arten globalt som livskraftig.

## Underarter
Arten delas in i följande underarter:
- T. e. equivocata
- T. e. picta